# Liste der Kulturdenkmäler in Katzwinkel (Eifel)
In der Liste der Kulturdenkmäler in Katzwinkel sind alle Kulturdenkmäler der rheinland-pfälzischen Ortsgemeinde Katzwinkel aufgeführt. Grundlage ist die Denkmalliste des Landes Rheinland-Pfalz (Stand: 17. Juli 2023).

## Einzeldenkmäler
| Bezeichnung                            | Lage                                | Baujahr | Beschreibung                                     | Bild                           |
| -------------------------------------- | ----------------------------------- | ------- | ------------------------------------------------ | ------------------------------ |
| Katholische Filialkirche St. Katharina | Baumschulstraße 4 Lage              | 1810    | dreiachsiger Saalbau, 1810, um 1950/60 verändert | weitere Bilder Fotos hochladen |
| Heiligenhäuschen                       | östlich des Ortes (Uesser Weg) Lage |         | rund geschlossener Mauerblock                    | BW                             |